# Kiekie valerioi
Espèce
Kiekie valerioi est une espèce d'araignées aranéomorphes de la famille des Ctenidae.

## Distribution
Cette espèce est endémique du Costa Rica. Elle se rencontre dans les provinces d'Heredia, de San José, d'Alajuela, de Cartago, de Guanacaste, de Limón et de Puntarenas.

## Description
Le mâle holotype mesure 31,55 mm et la femelle paratype 34,76 mm, les mâles mesurent de 25,00 à 36,74 mm et les femelles de 26,44 à 37,03 mm.

## Systématique et taxinomie
Cette espèce a été décrite par Hazzi et Hormiga en 2024.

## Étymologie
Cette espèce est nommée en l'honneur de Carlos E. Valerio.

## Publication originale
(mai 2024).
- Hazzi & Hormiga, 2024 : « Systematics, distribution patterns and historical biogeography of the Central America wandering spider genus Kiekie Polotow & Brescovit, 2018 (Araneae: Ctenidae). » PeerJ, vol. 12, no e17242, p. 1-55 (texte intégral).